# Веселовский, Валентин Семёнович
Валентин Семёнович Веселовский (род. 19 (31) мая 1891, Каменец-Подольский — ?) — военный лётчик, герой Первой мировой и Гражданской войны, подпоручик РИА, капитан Белой Армии, кавалер восьми наград Русской Императорской Армии, в том числе двух Георгиевских крестов, единственный лётчик удостоенный в Гражданскую войну ордена Св. Архистратига Михаила.

## Биография
Родился 19 мая 1891 года в семье потомственных почётных граждан в городе Каменец-Подольский. Среднее образование получил в Каменец-Подольском сельскохозяйственном училище. В Первую мировую войну вступил добровольцем («охотником»). По личному прошению направлен в авиацию. Окончил теоретические авиационные курсы Отдела Воздушного Флота при Петроградском политехническом институте, полётам обучался в Севастопольской авиационной школе. Воевал лётчиком в составе 12-го корпусного авиационного отряда. В 1916 году был направлен в Одесскую авиашколу для освоения новых типов самолётов. 14 января 1917 году получил звание «военный лётчик», переведён лётчиком в 8-й авиационный отряд. Подпоручик. За время боевых действий проявил себя незаурядным пилотом, поражавшим своей храбростью. Удостоен восьми наград, в том числе двух Георгиевских крестов.
Октябрьский переворот не принял. В Гражданскую войну служил лётчиком в Донской армии. Получил звание капитана. В октябре 1918 года назначен командиром в 1-й авиационный отряд Южной армии. В июле 1919 года командирован в штаб Оренбургского и Уральского войск для установления с ними связи. Стал единственным лётчиком, удостоенным войскового ордена Святого Архистратига Михаила, 16 августа 1919 года (Приказ № 01908 по Уральской Отдельной армии). С 23 мая 1920 года находился в Управлении Начальника Авиации Вооруженных сил юга России. После поражения Белой армии в эмиграции в Румынии.

## Награды
Российская Императорская Армия:
- Георгиевская медаль 4-й степени.
- Георгиевская медаль 3-й степени.
- Орден Святого Владимира 4-й степени.
- Орден Святого Станислава 3-й степени.
- Орден Святого Станислава 2-й степени.
- Орден Святой Анны 3-й степени.
- Георгиевский крест 4-й степени.
- Георгиевский крест 3-й степени.

Белая Армия:
- Орден Св. Архистратига Михаила.